# Histoire de L'Isle-Jourdain
 (juillet 2022).
- Si vous ne connaissez pas le sujet, laissez ce bandeau (vous pouvez alors contacter les auteurs).
- Si vous supprimez le contenu mis en cause (vous pouvez préalablement contacter les auteurs),

argumentez précisément cette suppression dans la page de discussion
(un manque de référence n'est pas un argument ; une recherche réelle de référence doit avoir été effectuée, être formellement documentée).
Pour les articles homonymes, voir L'Isle-Jourdain.
 (septembre 2018).
Si vous disposez d'ouvrages ou d'articles de référence ou si vous connaissez des sites web de qualité traitant du thème abordé ici, merci de compléter l'article en donnant les références utiles à sa vérifiabilité et en les liant à la section « Notes et références ».

Les armoiries de L'Isle-Jourdain se blasonnent ainsi:
Écartelé: aux 1er et 4e contre-écartelé aux I et IV d'argent au lion de gueules et aux II et III de gueules au léopard lionné d'or, aux 2e et 3e de gueules à la croix cléchée, vidée et pommetée de douze pièces d'or.

Cet article expose l'histoire de la commune française de L'Isle-Jourdain située dans le département du Gers, en région Occitanie. C'est en 333, dans Itinerarium Burdigalense de l'Anonyme de Bordeaux que le nom du lieu apparaît pour la première fois en tant que mutatio (relais routier sur une voie romaine). Au Moyen Âge, L'Isle-Jourdain devint une ville prospère mais au XVIe siècle elle fut victime des guerres de religion. Ensuite, la ville retrouva la sérénité jusqu'à la Seconde Guerre mondiale.

## Antiquité
Le relais de Bouccones (Mutatio Buconis) est cité dans le Burdigalensis datant de 333, à 7 lieues gauloises de civitas Hungunierro (Gimont) comme 3e étape après la civitas Auscius (Auch) et avant mutatio ad louem (Leguevin).
La mutatio Bucconis fut le siège d'un développement d'une petite agglomération routière dès le Ier siècle. Au IVe siècle, furent édifiés, en proximité, un mausolée et un enclos, complétés au Ve siècle par une église et un baptistère paléochrétiens, un des premiers pôles de christianisation après celui de Toulouse. Cet ensemble constitue le site antique et mérovingien de la Gravette (1 km au sud de l'Isle-Jourdain). Le passage à gué de la Save n'étant pas indiqué sur les documents consultables de nos jours mais la légende du cavalier noyé décrit les marais noirs et profonds situés aux méandres en bas des coteaux plantés de vignes.
La voie romaine (chemin passant par Engirette et En Coheberot) se prolongeait vers Agen, la Via Tolosa suivait le tracé de la vieille route de Pujaudran où fut construit vers le IXe siècle la halte des Jacquaires au pont de Saint-Antoine (Sant Antoni) en bas de la descente en venant de Pujaudran. Si l'on se réfère au tracé du camin francés (codex de Compostelle), les pèlerins sortant de la Hilla allaient vers le moulin de Marestaing. Les invasions des barbares, au Ve siècle, décrites par saint Orens évêque d'Auch dans son poème sur les malheurs du pays gaulois détruisirent les villes, les voies et même les mémoires « voyez combien la fureur de la guerre a fait périr les peuples ». Les seules traces des barbares sont des agrafes trouvées près de Lacomme et conservées dans un musée toulousain.

## Moyen Âge
Aux environs de l'an 877, les deux familles d'Ictio et de la Hihla sont unies pour « tenir » le fief qui va devenir le Comté de l'Isle en Jourdain. La première famille disparaît vers l'an 900 et la famille de la Hilha continue seule à apparaître dans l'histoire locale. Elle est vassale des Comtes de Toulouse et adopte les armoiries du suzerain : « croix cléchée vuidée et pommetée ». Le seigneur Raymond Bertrand participa à la première croisade sous les ordres de son suzerain.
Soit par guerres, mariages ou achats, les comtes de l'Isle agrandirent leur fief : exemples : Athon. Raymond, en possession de vastes domaines autour de l'Isle vers 1040 obtient la main de Gervaise, fille de Guillaume III Comte de Toulouse dit Taillefer le Fort, puis achat d'une partie du Gimoez par Jourdain V vers 1195, guerre entre les cousins Isarn Jourdain et Jourdain de l'Isle pour tenir l'abbaye de Lacapelle et le domaine de Daux[réf. nécessaire].
En 1289, les possessions des seigneurs de l'Isle telles que relevées par le Parlement de Toulouse étaient constituées par : « Isle Jourdain, Léguevin (Legabin), forêt de Bouconne, Mondonville, Daux, Montégut, Saint-Paul, Lévignac, Mérenvielle, Pujaudran, Lias, Sainte Livrade, Monferran, Auradé, Thil, Garbic de plus les Comtes percevaient redevances et dîmes des abbayes et cloîtres sis sur leurs terres. Puissants et riches, ils étaient redoutables mais leurs caractères irascibles et leurs crises de colères leurs jouèrent de mauvais tours notamment lors de l'empalement d'un sergent d'armes royal sur son bâton de commandement car il n'avait pas salué le Comte dans les formes rituelles, ce qui constituait alors une insulte. La réponse royale fut de détruire le donjon du château et d'obliger le fautif à se rendre pieds nus, en chemise, la chaîne au cou jusqu'au Parlement de Toulouse et de payer une forte amende en réparation mais le roi refusant son pardon malgré l'intervention du Pape, parrain de Jourdain, le fit saisir, lier et pendre. De même, il fallut que le Comte de Toulouse in persona convoqua Jourdain III de l'Isle et Bernard de Comminges à Verdun (sur Garonne) afin qu'ils missent bas les armes. De Comminges contestait, à bons droits semble-t-il, les droits de Jourdain sur Castera, Lasserre et Moufiel ainsi là sans bonnes raisons, que les péages sur le chemin de Saint Jacques entre Toulouse et Auch. »
L'Isle-Jourdain était une ville prospère dès le IVe siècle où Mutatio Bucconis sous l'empereur Constantin est cité par Ausone (309-394), qui fit une partie de ses études à Toulouse. Il en vantait les vins et les blés dans une de ses lettres. La ville fut un point de rencontre grâce aux foires qui se tenaient depuis l'an 800 (date approximative), trois fois par an une fin octobre dite de Saint Martin ou foires aux chevaux et l'autre à la Sainte Anne fin juillet après les moissons, foire aux blés (fiera aus blats) et tous les deux ans la foire franche de Barnabas. (Saint Barnabé) droits confirmés auts cousous par Jean en 1450 (Lettres Patentes) lors de son entrée dans les murs à la suite du décès de son père Jean IV d'Armagnac.
Ces foires rencontraient un vif succès car les leudes (droits de places) et les péages étaient fixes et détaillées donc sans mauvaises surprises lors des acquittements : Coutumes du 23 avril 1282. Exception de 1426 perception d'un droit sur le vin et les viandes dont le produit devait servir à relever les fortifications. De plus, la ville abritait tous les samedis un marché : « Primo lou marcat sera tengut un samedi aus bourg l'auta aus mercadieu » comme dit dans les Privilaiges (sic) des Marchés et Justice des Cousous (Consuls) 1545.
Depuis 1272 des droits spéciaux obtenus, peu à peu, par négociations avec le Comte donnaient aux Consuls deux pour le bourg et deux pour le mercadieu la gestion en toute indépendance de la communauté : droit de pêche dans la Save entre les moulins de Marestaing et de la Hilla (Isle) et droits de Sceau 1282, droits sur le bois extrait de Bouconne confirmés en 1585 (vente du quart de réserve), paiement du seizième en farine des grains moulus et non le quart, droits de mesurage et d'établir des leudes, droits de Gabelle lettres patentes de 1443.

## Époque moderne
L'importance de la ville est confirmée par le saccage de 1544 où il fut trouvé « moult pierres précieuses, des biens innombrables et de riches tapisseries », les coûteuses visites royales notamment la plus longue en 1578 qui vit Catherine de Médicis attendre Henry, roi de Navarre, son gendre et futur Henri IV de France pendant presque un mois dans le but de ramener la paix entre les parpaillots (huguenots) et les papistes (catholiques) par le respect scrupuleux de l'Édit de Nantes. Venant de Toulouse ou elle était arrivée le 26 octobre elle fit son entrée à L'Isle le premier novembre après une nuit passée au château de Pibrac.
La suite nombreuse comprenant entre autres le cardinal de Bourbon, les princes de Montpensier, de Condé fut reçue par les Consuls l'Islois l'avocat Bernède, De Lapierre, Jehan Mauran (ou Maurens) et son cousin Constans et le Viguier Saiguède, fils du notaire Nicolas Saiguède qui avait demandé, en prévoyance, une aide spéciale pour loger tout ce monde : séance du 21 octobre 1578. Catherine de Medicis et Michel de l'Hôpital son chancelier avaient substitué aux rigueurs de François II, lequel était influencé par la famille Guise, une approche des deux religions toute en tolérance.
Dès 1560, la ville de l'Isle-Jourdain comprend une forte communauté calviniste qui vit en bonne harmonie avec la population catholique. En février 1562, sur dénonciation anonyme, l'évêque de Toulouse faisait savoir aux huguenots d'avoir à changer de lieux de cultes « faire leurs dits prêches et prières hors lad (sic) ville car ils auraient contrevenus a l'Édit de 1561 ». La réponse du sénéchal De Fargia fut que les protestants occupaient ces locaux bien avant 1560.
La ville dans les murs fut ravagée quatre fois par les protestants, notamment en 1580 où les 7 églises et les chapelles détruites, les murs abattus en grande partie et la population fut réduite de moitié. Les chiffres diffèrent, la fourchette 1 800 - 2 000 survivants parait bonne d’après Commères et Dieulefit qui donnent comme chiffre 3 600 et 4 000 habitants, l'un 1 410 et l'autre 1 530. Ces chiffres semblent être confirmés par la levée de 2 500 livres, une par tête de manants, bien-tenants et habitants dans la ville deux livres pour les propriétaires, somme dont une partie doit servir à l'achat de six vingt arquebuses pour la défense, armes livrées le 8 février 1569.
Le Comté vit en paix jusqu'au mois de septembre 1572, où parvinrent les nouvelles de la Saint-Barthélemy et l'emprisonnement de nost Henric roi de Navarre au château de Vincennes. La ville est partagée et les deux communautés s'observent les catholiques, plus nombreux, redoutent les calvinistes plus actifs, les demandes d'argent sont fréquents soit royales soit des généraux de passage pour l'entretien des troupes. Les finances sont exsangues et tous les habitants ruinés, le 30 mars 1595 le Sénéchal de Toulouse M. de Cornusson exige pour le roi une somme de quatre cents écus pour payer les soldats. Dans impossibilité de s'acquitter les consuls, désignent Sahuguède, homme de consensus étant catholique, il est respecté par les protestants, pour représenter les doléances de la cité et des alentours victimes d'exactions nombreuses. « la ville a esté ruiné, les villages rasés de pieds en combles par les ravages des gens de guerre de l'ung ou autres partis » Certificat d'indigence délivré par G. du Bourg aux l'Islois 1er octobre 1596. La somme est réduite et ramenée à deux cent dix écus. La famille Sahuguède intervint longtemps dans l'histoire locale.

## Époque contemporaine
L'Isle-Jourdain est chef-lieu de district de 1790 à 1795. Admise dans l'arrondissement de Lombès (actuellement Lombez) en 1801, elle intègre celui de Auch en 1926.
L'Isle-Jourdain absorbe en 1823 la commune de Casse-Martin et en 1824 celle d'Aragnès.

### 1814 - Un réformé aide le Maréchal Soult
Le Maréchal Soult, chassé d'Espagne, poursuivait sa retraite défensive vers Lannemezan via Tarbes pour emmener son armée à Toulouse afin de se réapprovisionner et se rééquiper. Le général Foy, commandant l’arriéré garde, attirait l'ennemi vers les coteaux de l'Armagnac. Les bataillons d'infanterie portugaise souhaitant prendre l'armée française de vitesse afin d'occuper Toulouse et priver les Français de poudre et de ravitaillement poursuivaient leur route vers Auch, les unités françaises ne s'engageant pas dans ce département y sachant les routes tortueuses et mal carrossées passèrent par Tournay où ils arrivaient le 21 mars où ils croisaient Ferdinand VII, roi d'Espagne regagnant son pays muni d'un sauf-conduit napoléonien. Dès la matinée, les combats reprenaient entre les éléments retardateurs français, soit un escadron renforcé du 10e Chasseur et le 14th Light Dragon.
Puis Soult faisant pivoter son dispositif les envoyaient vers Muret par Saint-Gaudens. ou les survivants du 10e Chasseur se battant à 3 contre un réussissaient à se dégager et rejoignaient le gros des troupes. Le train des équipages anglais poursuivait sa route par Pavie, Auch et l'Isle-Jourdain, le corps de bataille coalisé scindé en 3 colonnes : une vers Muret, une vers Plaisance et la troisième en direction de Isle en Jourdain (sic) atteignaient leurs buts dans la matinée du 24 mars. Après une courte halte, elles se présentaient devant Toulouse.
Le duc de Wellington était à la tête d'une armée composée d'Anglais, d'Espagnols et de Portugais dont les soldes étaient versées par le Trésorier de Campagne anglais. Le corps d'armée anglais lui-même composé d'Anglais, de Gallois, d'Irlandais et d’Écossais qui ne s'appréciaient pas beaucoup. Aux alentours du 24/27 mars, le Trésorier de Campagne anglais fit halte à l'Isle-Jourdain avec son escorte écossaise. Il abritait des fortes rafales de pluie sa lourde berline à 6 chevaux, ou se trouvait le coffre contenant entre autres les soldes des armées, dans la grande remise (actuellement 14 avenue Général-de-Gaulle) en face de l'auberge du relais de poste, devenue plus tard l'épicerie Beyret puis le magasin d’Auguste Labadie, (15 avenue Général-de-Gaulle). Les fonds destinés à payer les réquisitions suivaient les troupes de près, les armées coalisées souhaitant rétablir la royauté dans le calme en séduisant la population, payaient largement et immédiatement le fourrage, les vivres et les billets de logements.
Deux sentinelles et un poste de garde dans la sellerie attenante surveillèrent la grande porte barrée et verrouillée (sellerie devenue en 1920 l’atelier de réparation de cycle de Mr Sellier). Tous ignoraient que derrière le tas de bois mis à sécher au fond de la remise existait une porte ouvrant vers l'extérieur soit le jardin qui donnait sur le lavoir. Ce fut un jeu d'enfants pour certains l'islois curieux et taquins dont Paul Aste 1789-1872, Jean Fresse (phon) et Louis Courivo (phon) ce lignard ayant été blessé à la main et ne pouvant plus tirer au fusil avait été réformé.
Paul Aste, Jean Fresse (phon) et Louis Courivo avec deux inconnus, aidé d'un gamin chargé de passer par le finestrou et de faire sauter la barre de sûreté entrèrent à pas de loup (en fait pieds nus). Le coffre fut enlevé et déposé sans bruit dans la berline. Pour que les ressorts du véhicule demeurent affaissés, les coquins emplirent l'espace vide avec des pierres destinées à la réfection de la route de Toulouse. Toujours taquins, dans l'esprit l'islois, ils coincèrent la grande porte en enfonçant des coins sous les vantaux.
Ayant pris du retard à la suite d'un repas très arrosé, le trésorier voulant assister au combat, devançant sa berline, partit à cheval avec une petite escorte. Le vol ne fut découvert que le soir tard, à l'arrivée aux armées, les Écossais ayant goûté longuement les breuvages locaux, dont un semblable au Whisky, donnant comme excuse les vantaux coincés. Le non-paiement des soldes explique peut-être le peu d'enthousiasme des troupes à donner l'assaut, notamment à la Patte d'Oie à San Subra (saint Cyprien) ou 250 lignards français avec 6 canons mirent en fuite dans un premier temps 4 bataillons écossais renforcés d'un corps de cavalerie et des unités portugaises. La transmission par le réseau SCHULMEISTER, auquel appartenait Petit Paul, permit à l'Etat-Major de SOULT de faire prendre le route de CARCASSONNE à l'Armée sans craindre d'attaque du flanc sud. ASTE engagé à BERCHENY sous un faux nom, masquant ainsi son âge avait été recruté par l'espion qui avait été nommé Colonel commandant le 1° Hussard en Prusse.

#### Conclusion
La bataille de Toulouse est célébrée comme une victoire par les deux camps. La nouvelle de l'abdication de l’Empereur n'étant pas arrivée à temps à la suite des démêlés des émissaires anglais et français avec les autorités locales et les bonapartistes. Par exemple à Montauban, alors qu'ils touchaient au but, les 2 courriers furent emprisonnés sur ordre du Préfet Bouvier-Dumollard qui refusait de croire à l'abdication. Cette obstination fit 4 500 morts supplémentaires.

### Seconde Guerre mondiale

#### 1940 - 1942
Dès juin 1940 l’Isle-Jourdain accueille de nombreux « étrangers » évacués des départements du nord de l’hexagone, plus tard juifs fuyant la Gestapo ou les services français de répression. Dès septembre 40 des hommes disent non au régime totalitaire qui venait de voir le jour à Vichy. Par affinités philosophiques, politiques, professionnelles voire sportives, les affinités familiales jouant aussi beaucoup, certains se regroupent : le « club » Fédérer et Libérer, du moins sa structure locale, fut créé à l’Isle par Barnabé, instituteur, et son collègue Combes, tous deux déçus par la SFIO, qui avait voté les pleins pouvoirs à Pétain.
Amis de Sylvio Trentin comme Camille (non inconnu) professeur, Sylvio, libraire toulousain antifasciste italien qui avait donné une conférence début 40 dans une salle de réunion des Républicains Espagnols, leur copain François Verdier (futur Forain, responsable régional des MUR) connu d’eux par son premier mariage avec Suzanne, et au travers du rugby local. Ce petit groupe, rejoint par François Sahuguede et son beau-père Jean Baptiste Bartholomé, maréchal-ferrant charron, possédant aussi une entreprise de dépiquage, connaissait de fort longtemps la famille Verdier et ses produits ou pièces de rechange (batteuse dépiqueuse Lanz).
Ces deux derniers, fortement choqués par l’Armistice qu’ils qualifiaient de capitulation, « lou kaiser à Paris es pas possible » disait Jean Baptiste à la Gazette des 4 chemins, appellation des vieux qui discutaient au croisement du centre de l'Isle, n’allaient pas tarder à voir l’un sa santé décliner, tandis que l’autre, victime d’une attaque cérébrale, voyait diminuer son autonomie.
Tous commençaient dès septembre 40 à réunir quelques personnes sûres pour discuter de la situation, puis à partir du début 1941 publier des « avis » sur une page reproduite sur du matériel scolaire, et envoyés par la poste depuis la gare Matabiau à Toulouse, où ils connaissaient un postier sûr, cela pour éviter la censure. Ils durent cesser les envois, ayant été menacés par un collègue enseignant, ancien officier d'active, « maréchaliste » à tous crins, qui devait devenir un responsable local du Service d’Ordre Légionnaire de la légion des combattants, légion mise en place dans les Alpes Maritimes au début 41 par les fervents soutiens du Maréchal : Darnand, Gombert et Bassompierre, organisation transformée en Milice, de triste mémoire, le 3O janvier 1943 par décret de Laval.
Les créateurs de la Milice furent fusillés entre 1945 et 1947. Les avis furent remplacés mi 42 par un journal clandestin fondé grâce à un don de 10 000 francs de Mr Sola (phon.) au titre de Libérer et Federer aux sous-titres suivant l’imprimerie : Organe des Mouvements Révolutionnaires pour la République Socialiste ou Organe du Mouvement pour la Libération et la Reconstruction de la France. Du 14 juillet 42 à mi-44 le journal parut plus de 25 fois malgré la répression et les restrictions de papier, souvent il était demandé de le faire circuler entre amis sûrs.
En 1942 la résistance locale, appellation globale des anti-vichystes, anti-Allemands, jeunes refusant de participer à La Relève devenant le Service du Travail Obligatoire en Allemagne à partir du printemps 42, et les militaires ne croyant pas à la collaboration, comme Jeannot Pauly qui dès son retour de Syrie retrouve « Roger » Touron et son copain Godard qui mourut près de lui à Pujaudran en 1944 durant une liaison. Jeannot, membre de l'A.S., est transmetteur radio, se déplaçant avec sa « valise » et les câbles antennes. À cette époque le matériel n'était pas discret Jean Pauly le camouflait dans du matériel de monteur de lignes.
Cette mouvance comprend plusieurs groupes ou organismes qui se connaissent et travaillent ensemble quelquefois, et s'aident jusqu’au mois d’avril 44 où certains seront regroupés en MLN (Mouvement de libération nationale), union découlant des missions de Jean Moulin et des volontaires non politiques. Verdier (Forain) pour sa part réunissant les groupes du Sud-Ouest. Les plus anciens mouvements structurés, dans le canton de l’Isle, sont les personnes correspondantes de réseau O’Leary devenu réseau Françoise, ainsi qu'une structure du contre-espionnage dits « Travaux Ruraux » (camouflage du C.E. 2e Bureau du Cdt Paillole). Les membres du réseau O’Leary servant de guides accompagnateurs pour des aviateurs alliés, des personnes recherchées ou encore des passagers pour l'Espagne, entre la gare Matabiau à Toulouse et Monferran-Savès où les personnes étaient remise entre les mains de sœur Pauline du refuge pour enfants, sœur Pauline bénéficiant de la « bonté » et couverture de Matet maire de Monferran-Savès.
Les transferts s’effectuaient souvent par la gare d’Escornebœuf, peu fréquentée et susceptible de dévoiler une filature. Quelquefois le jeudi, jour ou Germaine Sahuguede se rendait à Toulouse, accompagnée de sa fille, pour acheter les fournitures à l’atelier de couture «La Poupée Victoire » de Louise Dissart devenue plus tard « Françoise » lorsqu'elle fut démasquée ainsi qu'une partie du réseau par un traître infiltré. Les trois autres enfants attendaient à tour de rôle, à la descente du train pour accompagner les personnes en transit soit chez sœur Pauline, soit à Saint-Germier ou la famille Escalas à Envidalon[Quoi ?]avait une ferme dont le hangar, situé de l’autre côté de la route, possédait une cache bien dissimulée et commode permettant « d’abriter » les fugitifs. Annie la sœur de Guy Escalas fournissant souvent des « vraies » cartes d'identité.
Le transit se poursuivait soit par la route anglaise : Saint-Girons, Seix, où l'auberge servait de point de ralliement, puis le massif du Couflens, arrivée en Espagne à Alos d'Ises, soit par la traversée du Gers vers les cols basques. Jean Sahuguede, l’aîné, partant par deux fois en Allemagne, sous couvert du STO, sur demande d'un comptable à la gare Matabiau, lequel, introduit dans les milieux pétainistes et jouant, plus tard, le double jeu pour le compte du réseau Morhange fut abattu par la Gestapo. A bicyclette les « jeunes » passaient les messages dissimulés dans le guidon ou le cadre des vélos depuis le château de Brax ou la maison de Me Yvon à Fonsorbes, ou de Saint-Lys vers Gimont pour Me Angèle et Simorre ou Solomiac, Montauban pour Marcel voire Auch pour Vidal/Barrère pour le compte du groupe. Ricardo (Taillandier) ou de l'A.S., responsable transmission Marchal (Mascarencq) lequel fut très étonné lorsqu'on lui présenta fin 1945 le fiancé de sa nièce Hélène, de reconnaître André Sahuguede, celui qu’il connaissait comme messager sous le pseudo de Aulait, et le fiancé de devoir appeler Marchal tonton Léopold.
Les garagistes Joseph Danezan (Traction) et son frère Paul (Citroën) assuraient des transports par route, étant correspondants des Travaux Ruraux, puis passant naturellement de l'organisation T.R. ancien, ('Contre-Espionnage du Cdt Paillole) chez (Ricardo) Morhange, avec changement de pseudo furent responsables du stockage et de l’entretien des moyens de transport et d'une partie de l’armement du réseau, matériel stocké en partie dans le hangar du volailler Bordes. Ce dernier fut arrêté sur dénonciation du « mac » du café du Globe (bordel local), malgré l’intervention « en force » du groupe Danezan.
Joseph fut grièvement blessé mais sauvé par le voisin Jean Ninard, qui sous le feu des gestapistes le porta sur son épaule, passant par les jardins jusqu'à la menuiserie toute proche où il fut évacué dans un premier temps sur le charreton de l'atelier jusqu'au 4 Chemins puis conduit à Lombez, là il fut opéré par Pierre (Cailloux) Barthélémy, qui avait été prévenu. Abominablement torturé à la prison Saint-Michel par des membres parisiens de la « carlingue » de Laffont, Bordes disparut, son épouse décéda à Buchenwald, leur dénonciateur fut exécuté dans les bois de Saint-Lys par trois membres du réseau, dont un policier toulousain (Respidalier ?) plus Campistron, qui avait fourni le moyen de faire sortir le dénonciateur de son environnement l’islois.
Dans le même ordre d’idées certains médecins ou vétérinaires de la vallée de la Save se retrouvèrent médecins du maquis :Manu Magnoac à l’Isle-Jourdain cousin de Germaine Sahuguede, Reynaud à Lombez (tué à Meillan[Quoi ?]), Marius Campistron vétérinaire futur chef local des UCR et responsable de l’étoile noire (C.F.Pommies), Pierre Barthélémy à Auch dont le père avait été ministre de Vichy. À partir de fin 1942, la collaboration tomba alors le masque, Laval déclarait « je souhaite la victoire de l’Allemagne » et lors de l’invasion de la zone Sud les autorités de Vichy refusaient de donner l’ordre à l’armée d’Armistice de se battre, portant un coup fatal à la légende de Pétain bouclier de la France. Les hommes du 2e Dragon à Auch furent mortifiés de ne pas recevoir l'ordre de se battre, eux qui cachaient aux Commissions d'Armistice Italo-allemandes un maximum d'armes et de matériel.
Devant l’activité croissante des différents groupes résistants et leur surveillance par des Français membres des partis collaborationnistes, des unités de police judiciaire spécialement chargées des menées antinationales, service de police des sociétés secrètes ou de la Gestapo, de l’OKW commando 120, les forces d’occupation et les collabos (Milice, service d’ordre PPF) lancent des opérations de grande envergure pour arrêter ou exécuter sur place les résistants ou membres des réseaux identifiés par leurs services. Bordes et son épouse en furent les victimes,
Dès juin/juillet 1942, au mépris des conditions de l'armistice, les Allemands s'introduisent en zone non occupée grâce à la complicité des services du Maréchal, puis en novembre 42 pénètrent en force. Par exemple, pour l'ancienne région militaire de Toulouse 1re) une équipe du Sicherheisdienst (Gestapo) de 10 hommes, dont le chef d'équipe est le patron de l'ensemble du Kommando, une équipe de l'Abwehr, chargée de la détection des postes radio clandestins avec 15 véhicules gonio, 9 voitures de tourisme avec gonios portatives accompagnés par une section de contre-espionnage Section I de l'Abwehr, deux sections de recherche AMST III.
Les services de l'État français fournissant des équipes de policiers français pour procéder aux arrestations, ainsi à Toulouse la 8°Brigade Mobile déjà pénétrée par le groupe Morhange. Ce groupe de 210 personnes, toutes munies de faux papiers français fournis par Vichy. L’Amiral Dupré avait été dépêché par Darlan à Paris pour prendre contacts avec Oberg et Abetz pour la mise au point de cette opération. Darlan agissant dans le droit fil des Protocoles de Paris qu'il avait signés accordait des facilités de circulations aux Allemands, notamment en zone libre. Le Brigaden-führer SS Carl Oberg, arrivant comme Höhere SS pour la France, accentua la lutte contre les résistants.